# Siadcza (województwo lubuskie)
Siadcza – wieś w Polsce położona w województwie lubuskim, w powiecie zielonogórskim, w gminie Bojadła.
W latach 1975–1998 miejscowość położona była w województwie zielonogórskim.